# Sibbergroeve

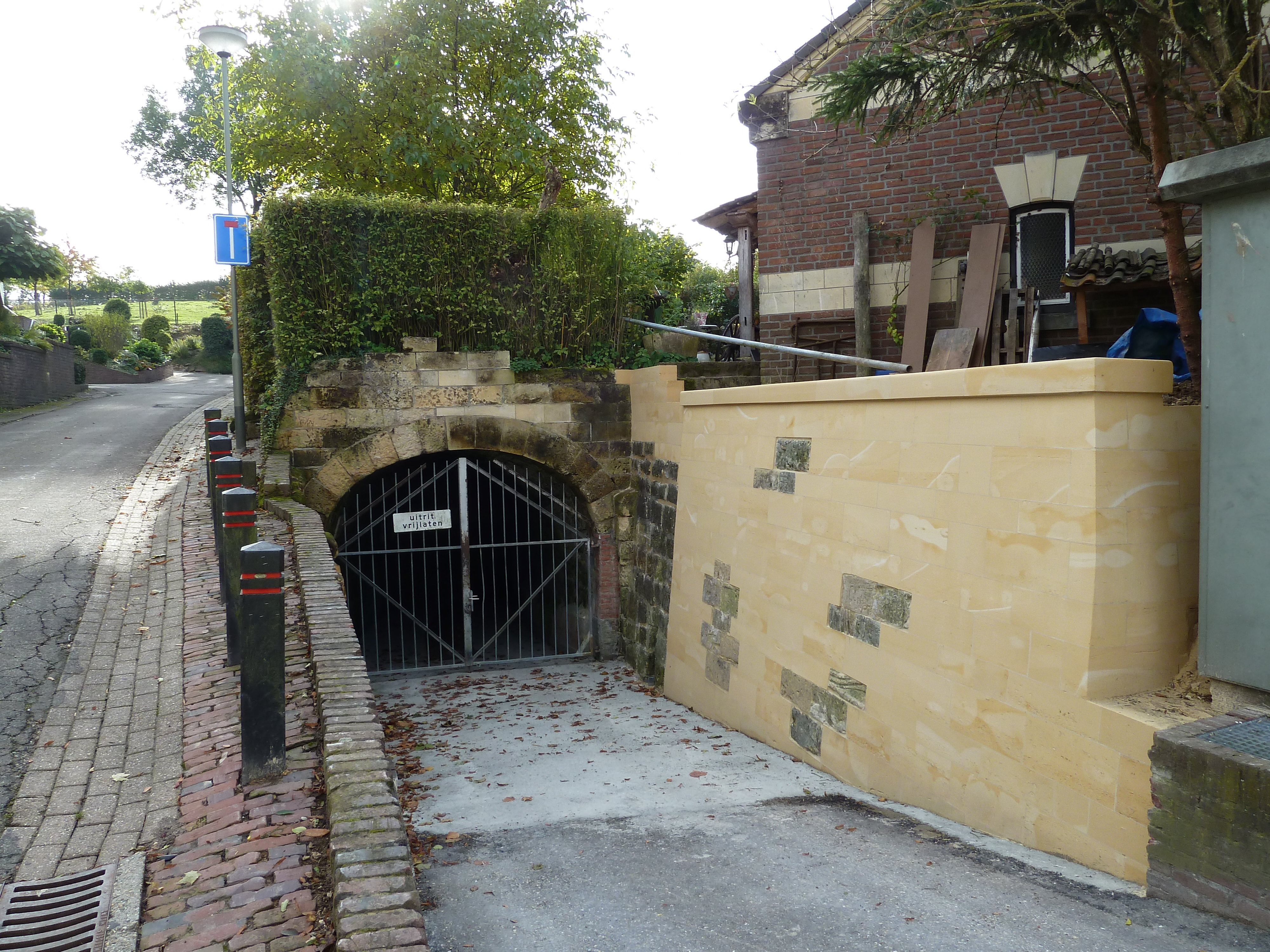
Ingang groeve, Bergstraat. De muur rechts is gebouwd met Sibbersteen

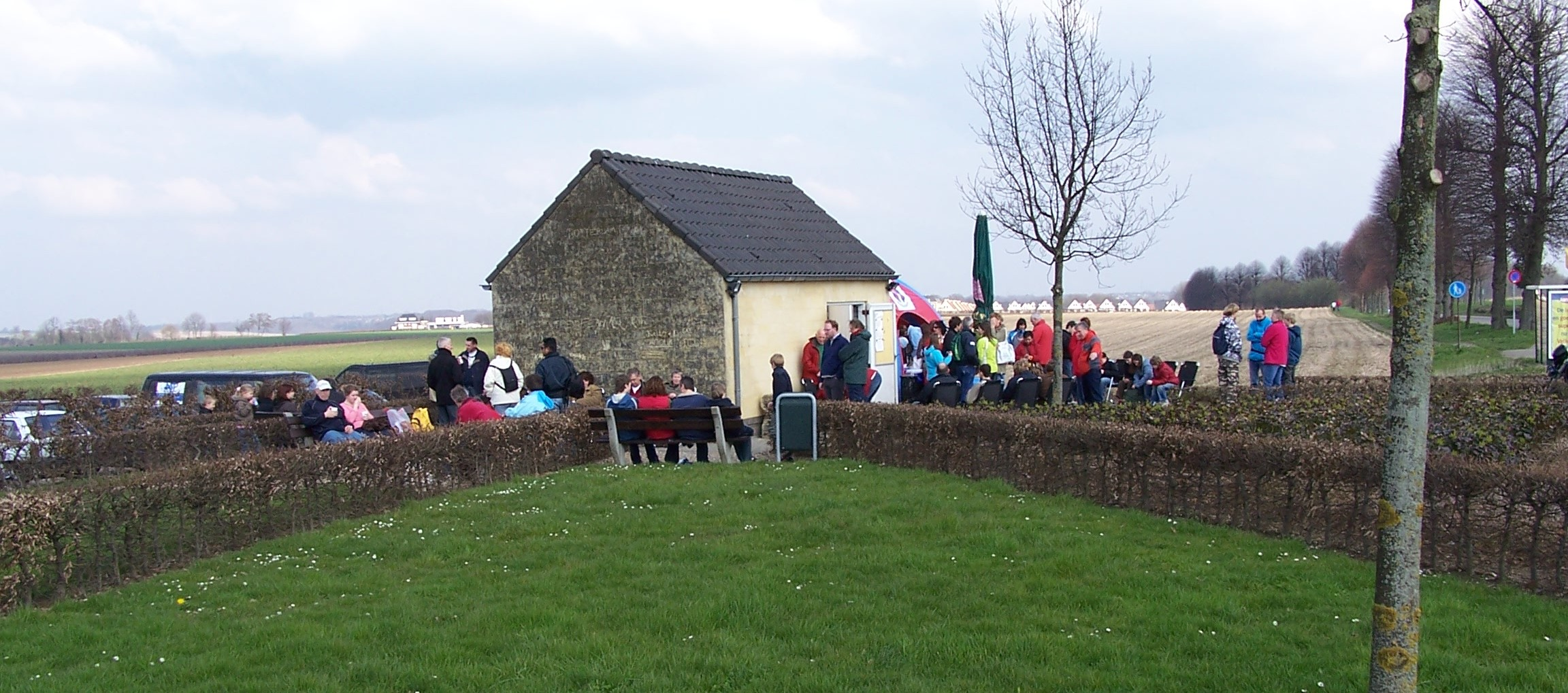
Secundaire ingang Daelhemerweg voor groepsevenementen

De Sibbergroeve of Sibberberg, lokaal aangeduid als "de Berg" of "Suuberberg", is een ondergrondse mergelgroeve in het dorp Sibbe in de Nederlandse gemeente Valkenburg aan de Geul. De gangen in de groeve hebben een gezamenlijke lengte van circa 90 km. De totale oppervlakte bedraagt ca. 85 ha. Daarmee is de Sibbergroeve – samen met de groeven in de Sint-Pietersberg – de omvangrijkste in Nederland.

## Geschiedenis
De groeve is vermoedelijk al sinds de middeleeuwen door blokbrekers in gebruik en was aanvankelijk voornamelijk voor lokaal gebruik bedoeld. In de loop der eeuwen ontstond een gangenstelsel met een lengte van ca. 30 km (ca. 25 ha). Omstreeks 1850 werd de "nieuwe berg" in gebruik genomen. Op de splitsing Bergstraat-Lokerstraat werd daartoe een nieuwe ingang gemaakt, die tot op heden in gebruik is. Sibbersteen werd in de 19e en 20e eeuw gebruikt bij bouwprojecten in heel Limburg. Het nieuwe gedeelte heeft een totale lengte van ongeveer 60 km (ca. 60 ha).
De groeve wordt anno 2019 uitgebaat door twee bouw- en restauratiebedrijven die gespecialiseerd zijn in het winnen en bewerken van mergelsteen met ieder ca. 15 man eigen personeel. De bewerkte mergelblokken worden gebruikt bij zowel (kleinschalige) nieuwbouwprojecten als restauraties van monumenten.

## Gebruik

### Mergelwinning
Het betreft in 2020 de enige mergelgroeve in Nederland waar op de traditionele manier (dat wil zeggen: door middel van 'blokbreken') mergelsteen wordt gewonnen uit een ondergronds gangenstelsel. Sibbersteen (Limburgs: suubersjtein) staat bekend als een makkelijk verwerkbare, relatief harde steensoort, die tegenwoordig vooral in de restauratiebouw wordt toegepast. De laag winbare mergel in de Sibbergroeve is ongeveer twee meter dik. Daaronder komen vuursteenknollen in de mergel voor, wat deze minder geschikt maakt als bouwsteen. Erboven bevindt zich de tauw- of stellocavealaag (Limburgs: haerdlaag), die niet weervast is.

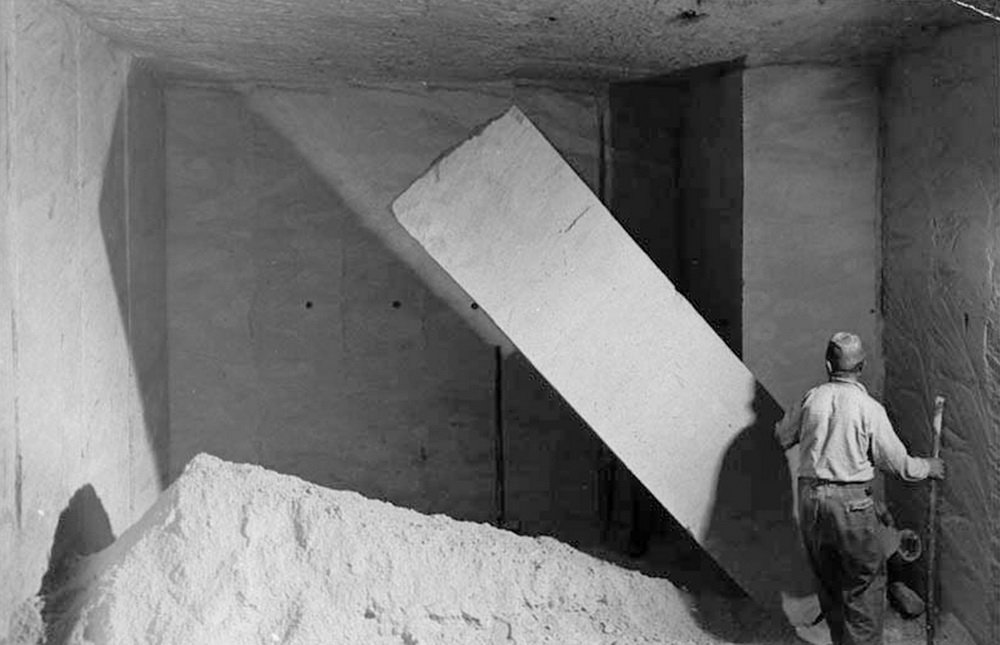
Blokbreker aan het werk, ca. 1950-1955
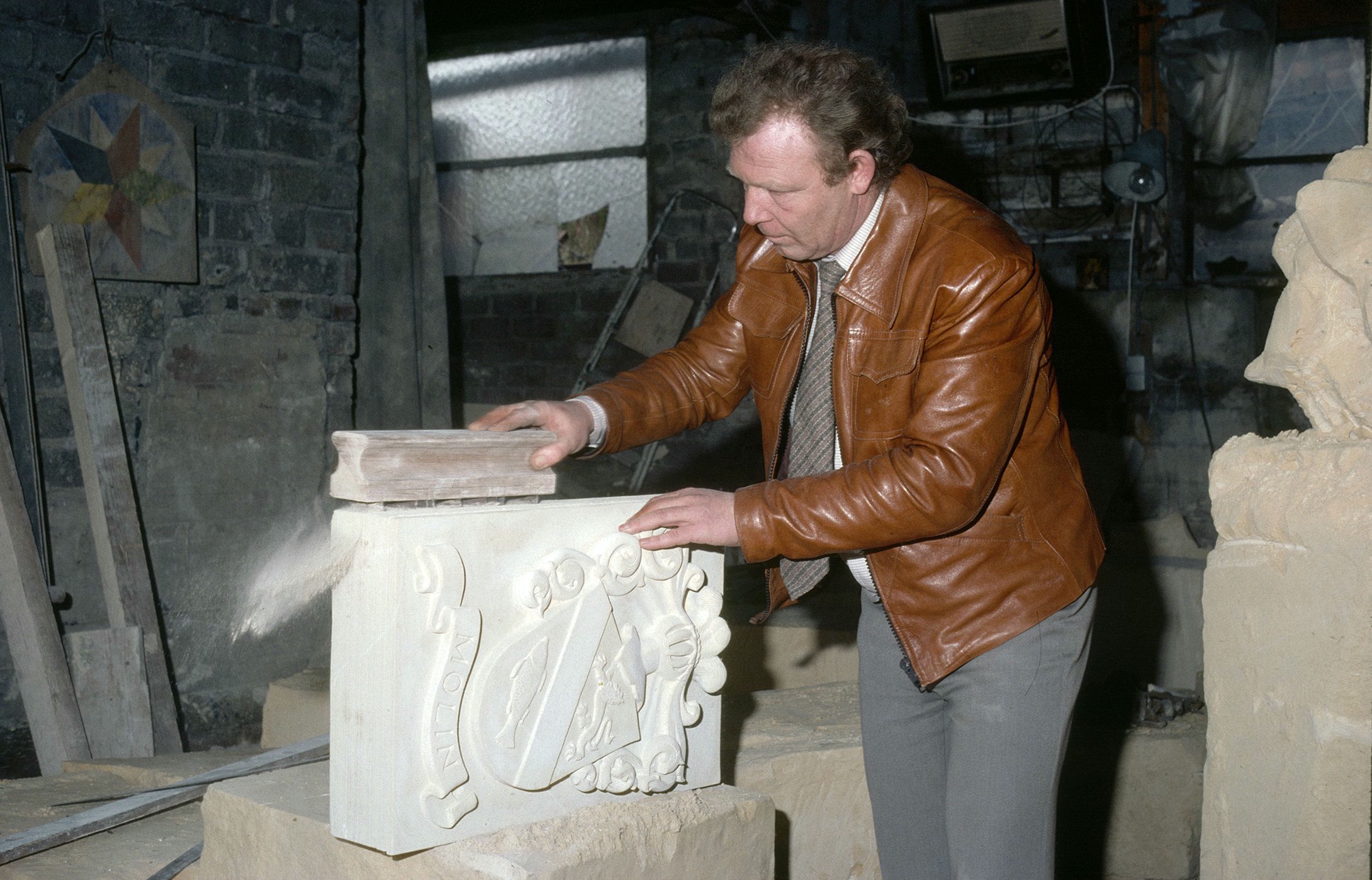
Demonstratie zagen van blok Sibbersteen, 1980
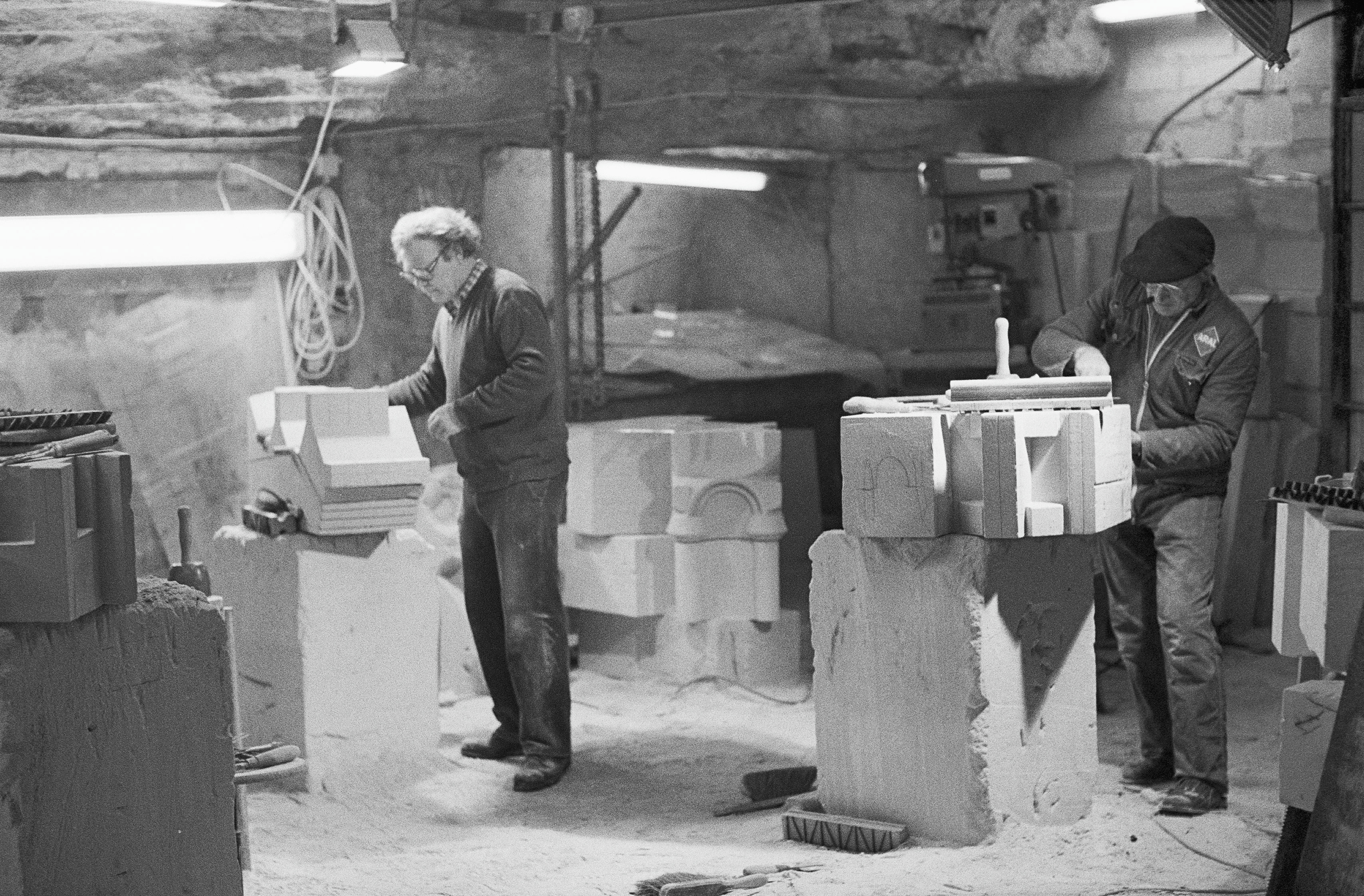
Mergelbewerking i.v.m. restauratie Sint-Janskerk
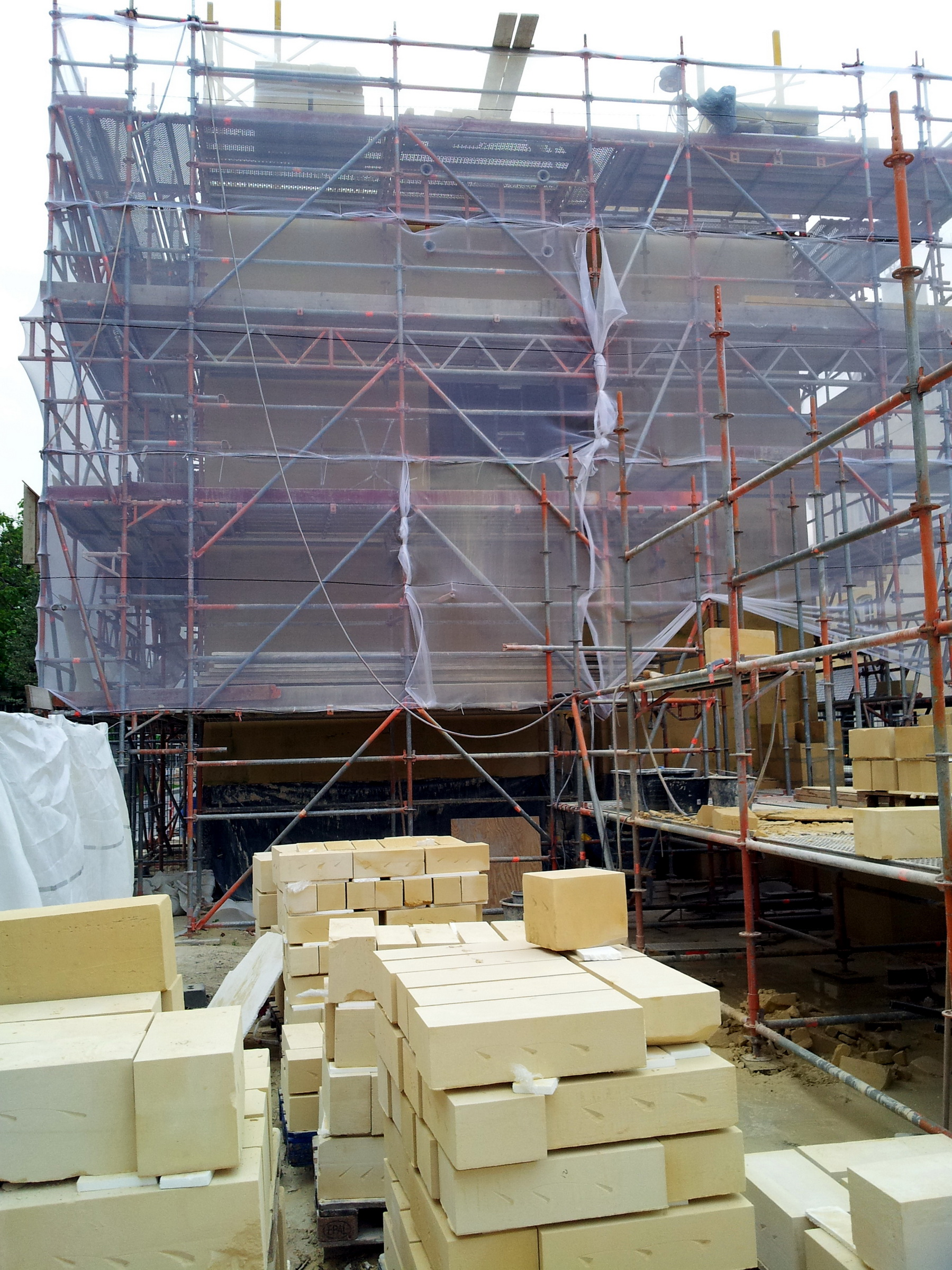
Herbouw Geulpoort met Sibbersteen, 2014

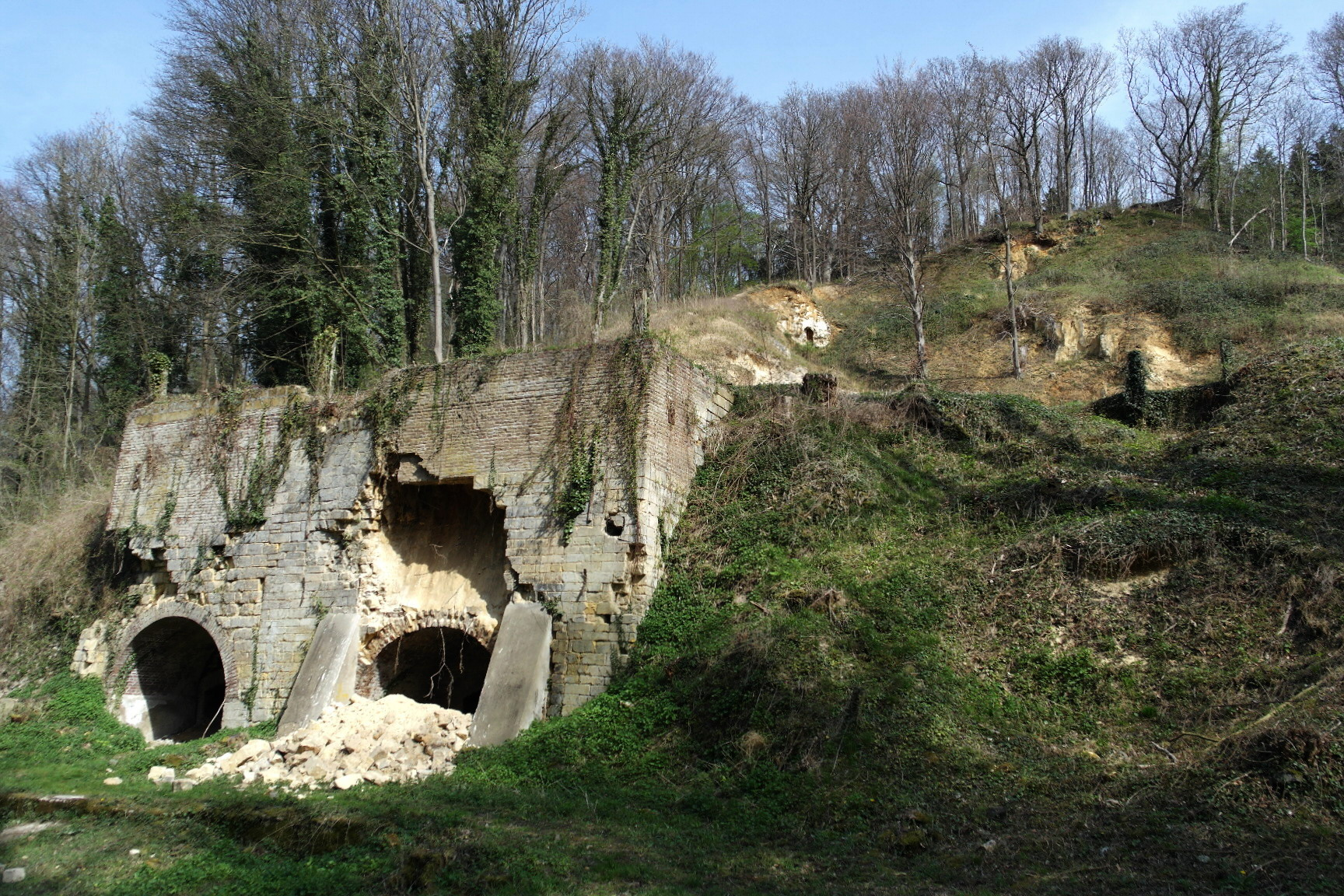
Restant kalkoven Biebosch, 2014

### Ander gebruik
Door de constante temperatuur van circa 10 graden Celsius is de groeve zeer geschikt voor het bewaren van landbouwproducten zoals aardappelen en bieten, wat in het verleden veelvuldig gebeurde. Ook is de Sibbergroeve gebruikt voor de teelt van champignons, witlof en schorseneren. Van 1937 tot 1963 is mergel uit de Sibbergroeve gebruikt om kalk te produceren. Dit gebeurde in de kalkbranderij Biebosch ("het Kalkswerk"). Van deze kalkoven zijn nog resten te zien aan de Sibbergrubbe. Sinds de jaren 1990 is een deel van de groeve in gebruik door het bedrijf Valkenburg Adventure (voorheen ASP Adventure), die er onder andere ondergrondse mountainbiketochten en andere groeps- en bedrijfsevenementen organiseert. Het bedrijf heeft daartoe aan de Daelhemerweg in 2000 een nieuwe ingang laten aanleggen welke 40 meter hoogteverschil overbrugt middels een wenteltrap van ongeveer 20 meter verbonden met een vanuit de groeve omhoog-gegraven mergeltrap van nog eens ongeveer 20 meter.

## Cultuurhistorie
In de Sibbergroeve bevindt zich ook een schuilkapel, daterend uit de Franse tijd (1794-1814), toen veel priesters moesten onderduiken omdat ze de eed van haat jegens het koningschap en de anarchie weigerden af te leggen. De houtskooltekeningen die zich in de nabijheid van het altaar bevinden, zijn van de hand van de Duitse kunstenaar Joseph Lücker (1865) en van schoolmeester J. Habets (rond 1900). De kapel is een rijksmonument. Elders in de groeve bevinden zich opschriften en handtekeningen uit de 17e eeuw en later.

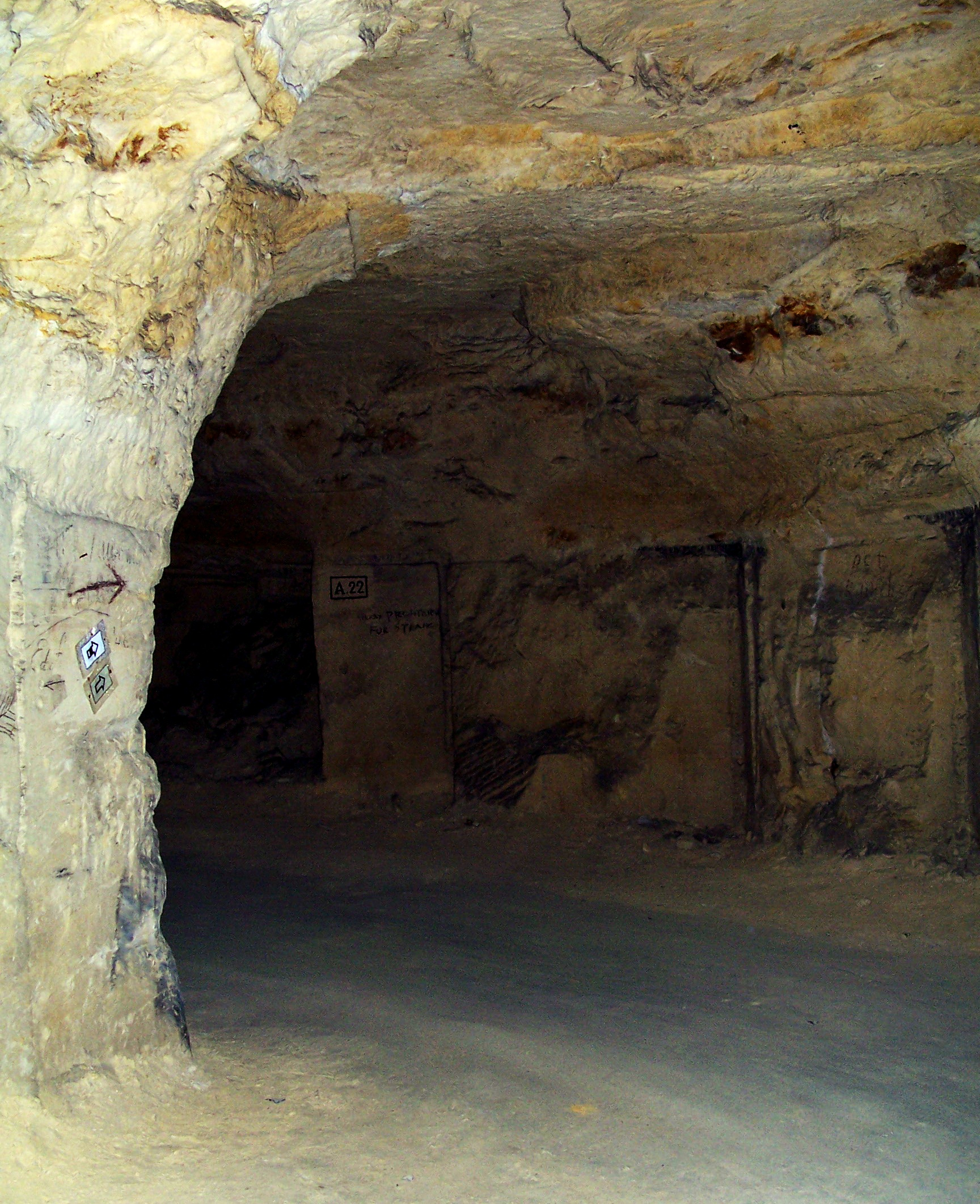
Een van de hoofdgangen
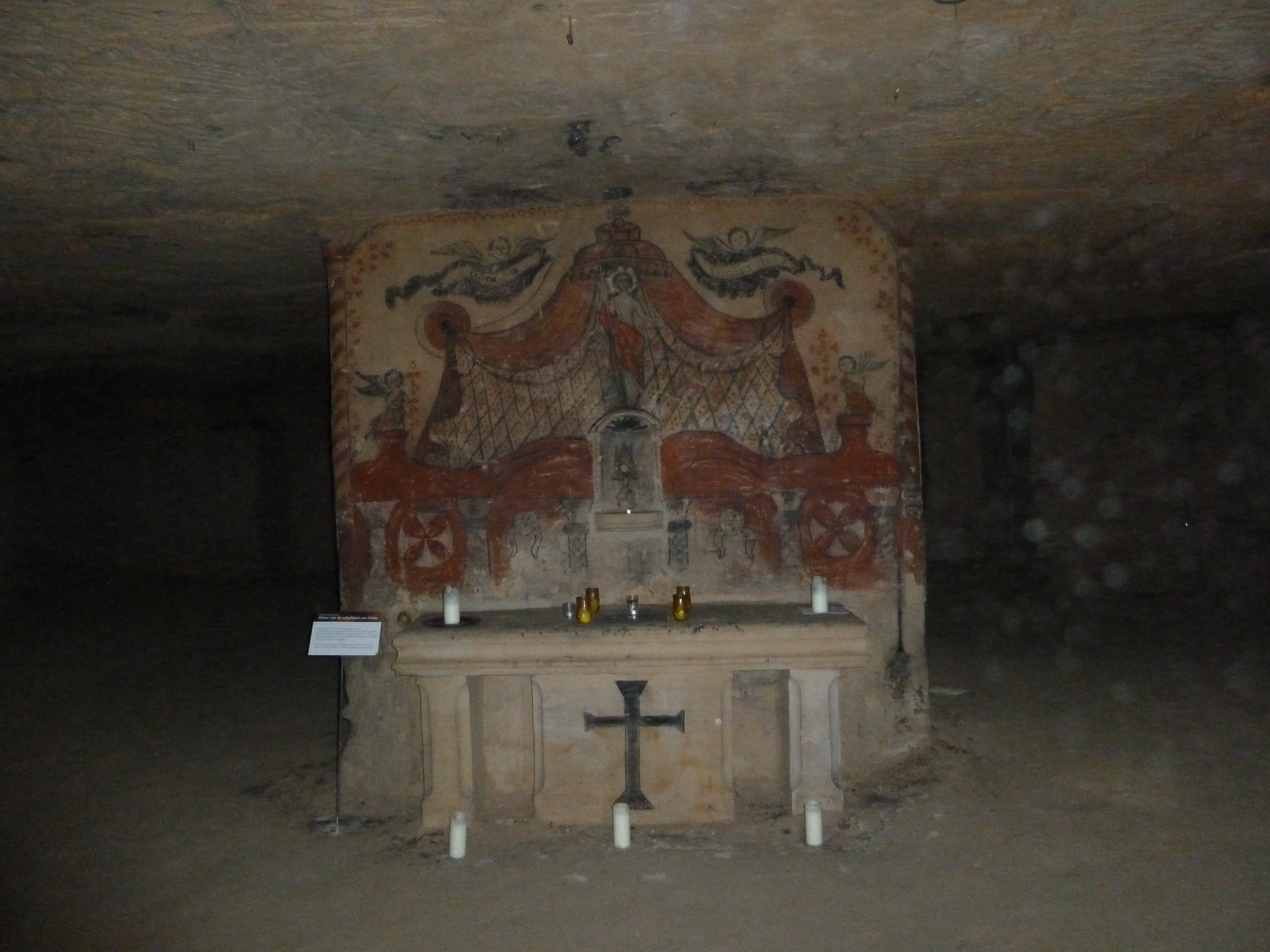
'Franse' kapel
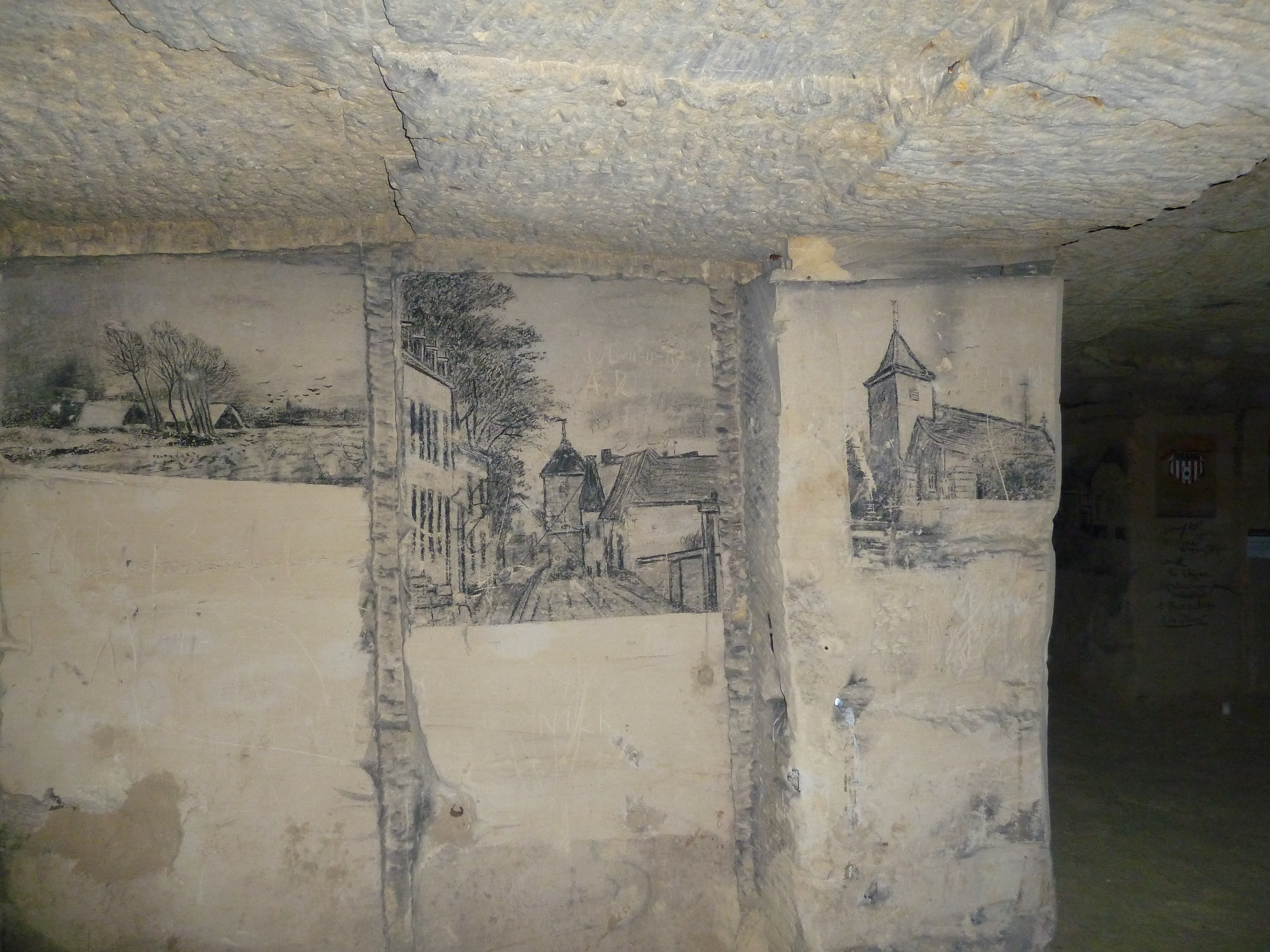
Houtskooltekeningen
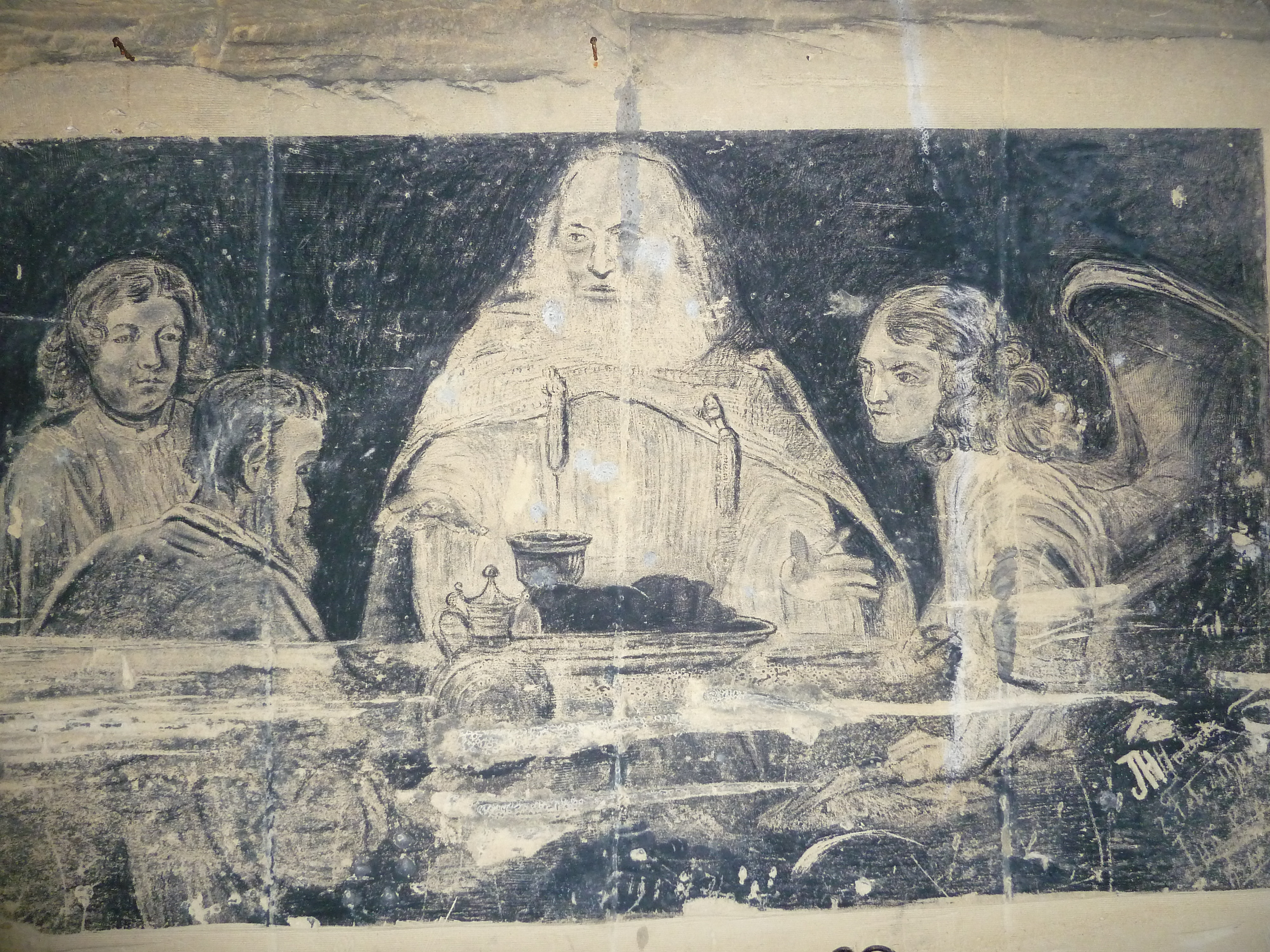
Detail houtskooltekening

## Paleontologie
In de Sibbergroeve worden typische Krijtfossielen aangetroffen, zoals ammonieten, belemnieten, slakken en zee-egels. Ook haaientanden komen regelmatig in de mergellagen tevoorschijn. In 2019 was er een opzienbarende vondst van een wervel van een plesiosaurus, een uitgestorven zeereptiel uit de Juraperiode. Eerder werden in de ENCI-groeve te Maastricht wervels en kaakbeenderen van mosasaurussen gevonden, een verwant geslacht. Het plesiosaurusfossiel is overgedragen aan het Natuurhistorisch Museum Maastricht.